# アンドレ・S・ラバルト
アンドレ・S・ラバルト（André S. Labarthe, 本名：アンドレ・シルヴァン・ラバルト (André-Sylvain Labarthe)、1931年12月18日 オロロン＝サント＝マリー - 2018年3月5日）は、フランスの批評家、映画プロデューサー、映画監督、脚本家、俳優である。伝説的テレビドキュメンタリー『われらの時代のシネアストたち』のプロデューサー、監督として知られる。

## 来歴・人物
1931年12月18日、フランス・ピレネー＝アトランティック県オロロン＝サント＝マリーで生まれる。
1950年代に映画批評家としてのキャリアを開始した。上映会でアンドレ・バザンと出逢い、1951年にバザンが共同設立した雑誌『カイエ・デュ・シネマ』の編集に参加するよう頼んだ。自らの語るところによると、自分は、すでに同誌の一部となっていたジャック・リヴェットあるいはフランソワ・トリュフォーのようには、映画的な知識も第七芸術に対する溢れる情熱も持っていはいなかった。彼の批評的な視線はただ、彼を仲間入れることをアンドレ・バザンに決意させた。
ラバルト固有のヴィジョンは、『カイエ』誌の批評的位置づけに効果的に多大な貢献をしていく。共同編集・執筆者たちと同様に、ジャン・ルノワール、ハワード・ホークス、ジョン・フォードといった一定の映画作家たちに対する同様の賞賛を共有した。また、立ち現れる映画にもたいへんな注意を向け、ヌーヴェルヴァーグ、そしてジョン・カサヴェテス、シャーリー・クラークといったアメリカの新しい独立系映画作家たちのプロモーションに参加した。この件についての彼の準備は、同僚のいくつかの意見にときおり反対して、イタリアの若い映画を擁護するためにそれをもってくることもあった。
1964年、『われらの時代のシネアストたち Cinéastes de notre temps』シリーズを開始する。同シリーズは、ジャニーヌ・バザンとの共同プロデュースであり、ラバルト自身もいくつかの作品を演出した。40年以上にもわたってつづいた同シリーズは、有名なシネアストたちについての52分間の肖像を構成した。第1作はルイス・ブニュエルに捧げられ、ラバルトはブニュエルに密着し、批評の範囲内で再認識させることに多大な貢献をした。同シリーズはテレビを通じて放映され、『カイエ』誌の批評的ヴィジョンと、映画史の彼のレクチャーはさらに定着した。
ラバルトのドキュメンタリーの足どりは反スペクタクル的である。スクープを探したりせず、演出は純化し、簡単な解説さえ不在であった。ドキュメンタリーシリーズ『われらの時代のシネアストたち』は、演出家の世界を転写し、インタヴュアの存在を忘れさせるように誘う。1980年代に同シリーズは中断する。アルテに局を移り、1990年代の初めに、『映画、われらの時代の Cinéma, de notre temps』の名のもとに再スタートする。このタイトルの変更は、シリーズの連続性と新しい時代の誕生、現在ののみならずときの間にすでに亡くなっている映画に撮られた複数の映画作家たちにおける、この断裂に注意をする作家の意志に結びついている。
同シリーズの休止の期間、ラバルトが非活動的なままいたわけではない。『Cinéma, cinémas』と『Égale cinéma』という放送を共同作業をした。そこでは彼の好きなシネアストたちについての違った主題を演出した。コレオグラファーのウィリアム・フォーサイスについてのドキュメンタリー『William Forsythe au travail』も演出し、そこでは『われらの時代のシネアストたち』とおなじ原則を採用した。
ラバルトは、すべての以前にひとりの映画批評家でありつづけた。記事のなかにあってもカメラの後ろにあっても彼は職業をつらぬいた。それはつねに、分析の精神であり、パースペクティヴの設定である。
ジャン＝リュック・ゴダールの盟友である。ゴダールの長篇デビュー作『勝手にしやがれ』や『女と男のいる舗道』など初期作品、最近でも『新ドイツ零年』や『JLG/自画像』に出演しているほか、ジャン＝ピエール・リモザンなど若手監督の映画、無名監督の短篇に主演するなど、映画の出演歴が華々しく、すでに「批評家の余芸」の域は超えている。
2018年3月5日、パリにて死去。86歳没。

## フィルモグラフィ

### 監督

#### 1960年代 - 1970年代
- Roger Leenhardt ou Le dernier humaniste - われらの時代のシネアストたち Cinéastes de notre temps　テレビ映画　1965年　※ロジェ・レーナルト
- Marcel Pagnol ou le cinéma tel qu'on le parle - われらの時代のシネアストたち　テレビ映画　1966年　※マルセル・パニョル
- Raoul Walsh ou le bon vieux temps - われらの時代のシネアストたち　テレビ映画　1966年　共同監督ユベール・ナップ　※ラオール・ウォルシュ
- Entre chien et loup, John Ford - われらの時代のシネアストたち　テレビ映画　1966年　共同監督ユベール・ナップ　※ジョン・フォード
- Samuel Fuller Independant Filmmaker - われらの時代のシネアストたち　テレビ映画　1967年　※サミュエル・フラー
- D'un silence l'autre, Josef von Sternberg - われらの時代のシネアストたち　テレビ映画　1967年　※ジョセフ・フォン・スタンバーグ
- 恐竜と赤ん坊 Le Dinosaure et le bébe, dialogue en huit parties entre Fritz Lang et Jean-Luc Godard - われらの時代のシネアストたち　テレビ映画　1967年　※フリッツ・ラング、ジャン＝リュック・ゴダール
- Pierre Perrault, l'action parlée - われらの時代のシネアストたち　テレビ映画　1968年　共同監督ジャン＝ルイ・コモリ　※ピエール・ペロー
- Les Deux marseillaises　ドキュメンタリー　1968年
- Jerry Lewis（第一部） - われらの時代のシネアストたち　テレビ映画　1968年　※ジェリー・ルイス
- Festival de Tours - われらの時代のシネアストたち　テレビ映画　1968年
- Conversation avec George Cukor - われらの時代のシネアストたち　テレビ映画　1969年　共同監督ユベール・ナップ　※ジョージ・キューカー
- John Cassavetes - われらの時代のシネアストたち　テレビ映画　1969年　共同監督ユベール・ナップ　※ジョン・カサヴェテス
- Alain Robbe-Grillet, 1ere partie : la désignation - われらの時代のシネアストたち　テレビ映画　1969年　共同監督ノエル・バーチ　※アラン・ロブ＝グリエ
- Alain Robbe-Grillet, 2e partie : les formes d’Éros - われらの時代のシネアストたち　テレビ映画　1969年　共同監督ノエル・バーチ
- King Vidor - われらの時代のシネアストたち　テレビ映画　1969年　共同監督ユベール・ナップ　※キング・ヴィダー
- Rome brûle, portrait de Shirley Clarke - われらの時代のシネアストたち　テレビ映画　1970年　共同監督ノエル・バーチ　※シャーリー・クラーク
- Busby Berkeley - われらの時代のシネアストたち　テレビ映画　1971年　共同監督ユベール・ナップ　※バスビー・バークレー
- Jean-Pierre Melville: portrait en neuf poses - われらの時代のシネアストたち　テレビ映画　1971年　※ジャン＝ピエール・メルヴィル
- Jerry Lewis（第二部） - われらの時代のシネアストたち　テレビ映画　1971年
- Claude Autant-Lara, l'oreille du diable - われらの時代のシネアストたち　テレビ映画　1972年　※クロード・オータン＝ララ
- Norman Mac Laren - われらの時代のシネアストたち　テレビ映画　1972年　※ノーマン・マクラレン

#### 1980年代 -
- Cinéma cinémas　テレビシリーズ　1982年
- Sylvie Guillem au travail　ドキュメンタリー（52分）　1988年　※シルヴィ・ギエム
- William Forsythe au travail　テレビドキュメンタリー　1989年　※ウィリアム・フォーサイス
- Nanni Moretti - 映画、われらの時代の Cinéma, de notre temps　テレビ映画　1990年　※ナンニ・モレッティ
- The Scorsese Machine - 映画、われらの時代の Cinéma, de notre temps　テレビ映画　1990年　※マーティン・スコセッシ
- Claude Chabrol, l'entomologiste - 映画、われらの時代の Cinéma, de notre temps　テレビ映画　1991年　※クロード・シャブロル
- Eric Rohmer, preuves à l'appui（第一部・第二部） - 映画、われらの時代の Cinéma, de notre temps　テレビ映画　1994年　共同監督ジャン・ドゥーシェ　※エリック・ロメール
- Georges Franju, le visionnaire - 映画、われらの時代の Cinéma, de notre temps　テレビ映画　1996年　※ジョルジュ・フランジュ
- David Cronenberg: I Have to Make the Word Be Flesh - 映画、われらの時代の Cinéma, de notre temps　テレビ映画　1999年　※デイヴィッド・クローネンバーグ
- Hitchcok et Ford, le loup et l'agneau - 映画、われらの時代の Cinéma, de notre temps　テレビ映画　2000年　※アルフレッド・ヒッチコック、ジョン・フォード
- Artaud cité - Atrocités - Collection un siècle d'écrivains　（47分）　2001年
- Maigret Simenon, le discours de la méthode　テレビ映画　2003年　※ジョルジュ・シムノン

### 脚本
- Mamma Rosa ou La farce du destin　テレビシリーズ　1978年

### 出演
- La Vie commence demain　1949年　監督ニコル・ヴェドレス、出演ジャン＝ピエール・オーモン、アンドレ・ジッド、ダニエル・ラガッシュ、パブロ・ピカソ、ジャン・ロスタン、ジャン＝ポール・サルトル
- 勝手にしやがれ À bout de souffle　1960年　監督ジャン＝リュック・ゴダール
- 女と男のいる舗道 Vivre sa vie: Film en douze tableaux　1962年　監督ジャン＝リュック・ゴダール
- ロゴパグ Ro.Go.Pa.G.　オムニバス　1963年
新世界 Il Nuovo mondo　声の出演　監督ジャン＝リュック・ゴダール
- Noviciat　1964年　監督ノエル・バーチ
- われらの時代のシネアストたち Cinéastes de notre temps
Jean Renoir le patron, 3e partie: La règle et l'exception　監督ジャック・リヴェット
- 狂気の愛 L'Amour fou　1969年　監督ジャック・リヴェット
- Grand écran　テレビシリーズ
 Jerry Lewis　1974年　監督・脚本シャルル・L・ビッチ、出演ジェリー・ルイス
- Peut-être en automne　テレビ映画　1976年　監督ジャネット・ユベール
- Brigade des mineurs　テレビシリーズ
 Le mal du pays　1978年　監督ジャン・シャポ
- Va voir maman, papa travaille　1978年　監督フランソワ・ルテリエ
- La Passion　テレビ映画　1978年
- La Déchirure　テレビ映画　1982年
- L'Île bleue　テレビ映画　1983年　監督ジャン＝クロード・ギディセリ
- Cinématon　1984年　監督ジェラール・クーラン
- Série noire　テレビシリーズ
 Adieu la vie　1986年　監督モーリス・ドゥゴーソン、出演ジャン＝クロード・ドーファン、ファブリス・ルキーニ
- Les Quarante ans des cahiers du cinéma　テレビ映画　1991年　出演クロード・ド・ジヴレー、アントワーヌ・ド・ベック、ジャン・エルマン、ベルナデット・ラフォン、ジャン＝クロード・ブリアリ
- 新ドイツ零年 Allemagne 90 neuf zéro　1991年　監督ジャン＝リュック・ゴダール、出演エディ・コンスタンティーヌ、ハンス・ツィシュラー
- Salut les coquins　テレビ映画　1991年　監督マルセル・ズムール、出演マクシム・ルルー、ジャン＝ピエール・カッセル
- 子どもたちはロシア風に遊ぶ Les Enfants jouent à la Russie　1993年　監督・脚本・編集・出演ジャン＝リュック・ゴダール、プロデューサールート・ヴァルトブルゲール、撮影・製作主任・助監督カロリーヌ・シャンプティエ、出演ラズロ・サボ、ベルナール・エイゼンシッツ
- JLG/自画像 JLG/JLG - autoportrait de décembre　1995年　監督・脚本・編集・主演ジャン＝リュック・ゴダール、出演ジュヌヴィエーヴ・パスキエ、ルイ・セガン、ベルナール・エイゼンシッツ
- Le Mariage de Fanny　短篇　1999年　監督オリヴィエ・L・ブリュネ、声の出演ドミニク・ブラン
- Léaud l'unique　テレビ映画　2001年　監督・脚本・出演セルジュ・ル・ペロン、出演ジャン＝ピエール・レオ、ラズロ・サボ、オリヴィエ・アサヤス、ベルナルド・ベルトルッチ、ラウール・クタール、ジャン＝リュック・ゴダール、イレーヌ・ジャコブ、アキ・カウリスマキ、アニエス・ヴァルダ
- NOVO / ノボ Novo　2002年　監督ジャン＝ピエール・リモザン、脚本クリストフ・オノレ、出演エドゥアルド・ノリエガ、アナ・ムグラリス、ナタリー・リシャール
- アンリ・ラングロワ ファントム・オブ・シネマテーク Le Fantôme d'Henri Langlois　ドキュメンタリー　2004年　監督ジャック・リシャール
- Bottom　短篇　2006年　監督ジョヴァンニ・スポルティエロ
- さすらいの女神たち Tournée　2010年　監督・脚本・主演マチュー・アマルリック

## 関連事項
- シャーリー・クラーク（Shirley Clarke）
- ユベール・ナップ（Hubert Knapp）
- ジャン＝ルイ・コモリ（Jean-Louis Comolli）
- ノエル・バーチ